# Stradcz
Stradcz (ukr. Страдч) – wieś na Ukrainie w rejonie jaworowskim należącym do obwodu lwowskiego.
W II Rzeczypospolitej wieś w powiecie gródeckim województwa lwowskiego.
W latach 1944–1945 nacjonaliści ukraińscy z OUN-UPA zamordowali tutaj 24 Polaków.
W pobliżu wsi, na wzgórzu, niedaleko drogi Krakowiec – Lwów, znajdują się pieczary i jaskinie. Na pamiątkę wizyty w jaskini turyści i pielgrzymi zawsze zabierają piasek i przechowują go jako relikwię ze świętego miejsca.